# Питкяпааси (архипелаг)
Питкяпа́аси (фин. Pitkäpaasi) — архипелаг в северо-восточной части Финского залива, состоящий из нескольких скалистых островов, поросших хвойным лесом. Самым крупным из них является остров Долгий Камень (фин. Pitkäpaasi), за которым следуют Крутояр (фин. Essaari) и Соколиный (фин. Ilmarinen). Острова меньшего размера: Лыжный (фин. Lyllysaari), Холмистый, Отрадный (фин. Haapaluoto), Орлиный (фин. Kokkoluoto). Совсем мелкие: Восточный Гребень, Западный Гребень, Дегтярный, Галочий, Малая Отмель, Каменная Земля и ещё несколько островов без названия. Острова архипелага Питкяпааси с 2017 года включены в состав 1-го участка («Долгий Камень») заповедника «Восток Финского залива».
По соседству с архипелагом лежат острова: к северо-западу — Большой Пограничный; к северо-востоку — Узорный и Ореховый; к юго-западу — Остров Павла Мессера и более мелкие — Хеммингинлетто, Каменистый, Высокий Гребень и Рябиновый Риф.
Архипелаг перешёл к России в 1721 году по Ништадтскому миру. В 1920—1940 годах принадлежал Финляндии, а затем вернулся России и был включён в состав СССР. До 1947 года на Питкяпааси существовала финская деревня, называвшаяся Питкяпааси или Котисаари. Она располагалась на двух островах: бо́льшая часть — на острове Питкяпааси, меньшая — на Эссари. Кроме того на островах архипелага найдены ритуальные каменные кучи, датируемые скандинавскими учёными эпохой викингов (IX—XI вв.), и пять лабиринтов, открытых краеведом Арво Питкяпааси.